# ミソガワソウ
ミソガワソウ（味噌川草、学名：Nepeta subsessilis ）は、シソ科イヌハッカ属の多年草。

## 特徴
茎は四角形で、枝分かれしないで直立し、高さは50-100cmになり、細毛が生える。葉は対生し、長さ2-10mmの短い葉柄があり、葉身は広卵形から広披針形で、長さ6-14cm、幅2.5-8cmになる。葉先は細くとがり、縁には鈍い鋸歯があり、葉の両面にまばらに細かい毛が生える。葉をもむと独特の臭気がする。
花期は7-8月。茎の上部の葉腋ごとに数個の花をつける。萼は緑色の筒形で、長さは8-10mmになり、5裂して裂片は線状披針形になり、先が鋭くとがる。花冠は紫色で、長さ25-30mmになり、唇形で筒部が長くふくらみ、上唇は浅く2裂し、下唇は3裂して中央裂片に紫色の斑点がある。雄蕊は4個あり、上側の2個が長い。果実は4個の分果で、やや扁平な3稜形になり、分果の長さは約2.8mmになる。

## 分布と生育環境
日本固有種。北海道、本州の中部地方以北・奈良県、四国の石鎚山に分布し、亜高山帯の草地や深山の渓流沿いなどに生育する。群生することが多い。

## 名前の由来
味噌川草の意味で、木曽川の源流部である長野県の味噌川に由来する。種小名の subsessilis は、「無柄に近い」の意味。

## ギャラリー
- 萼裂片は同じ長さ。花冠下唇部の中央裂片に紫点がある。
- 葉腋ごとに花をつける。

## 下位分類
- シロバナエゾミソガワソウ Nepeta subsessilis Maxim. f. albiflora Tatew. [9] - 白花品種